# Стейнбах, Хаим
Хаим Стейнбах (англ. Haim Steinbach, род.1944) — американский художник-концептуалист, скульптор, чьи работы состоят преимущественно из товаров массового производства, выставленных на различных полках.
Исследуя психологические, эстетические, культурные и ритуалистические аспекты предметов, Штейнбах в своём творчестве пересматривает статус предмета.

## Биография
В 1968 получил степень бакалавра в Институте Пратта, а в 1973 степень магистра в Йельском университете.
Штейнбах провел персональные выставки в Музее современного искусства «Музейон», Больцано, Италия (2019 год); Музей Курхаус, Клеве, Германия (2018); Музей и Фонд современного искусства, Яффа, Тель-Авив, Израиль (2018); Коллекция Менил, Хьюстон (2014); Кунстхалле Цюриха, Швейцария (2014 год); галерее Серпентайн, Лондон (2014); CCS Музей искусств Барда Хесселя, Аннандейл-он-Гудзон, Нью-Йорк (2013); Институт художника, Нью-Йорк (2012 год); Новое Берлинское Художественное Объединение (NBK), Берлин (2000 год); Дом искусства, Мюнхен (2000 год); Музей современного искусства им. Людвига, Вена (1997); Кастелло ди Риволи, Турин, Италия (1995 год); Музей Соломона Гуггенхейма, Нью-Йорк (1993); Центр современного искусства Witte de With, Роттердам (1992 год); и CAPC Музей современного искусства Бордо, Бордо, Франция (1988 год).
Его работы были включены в групповые выставки в музее Хиршхорна, Вашингтон, округ Колумбия (2018); WIELS, Брюссель (2018 год); Кастелло ди Риволи, Турин, Италия (2017 год); Еврейский музей, Нью-Йорк (2016); Музей Израиля, Иерусалим (2015); Музей Молота, Лос-Анджелес (2014); Музей современного искусства, Нью-Йорк (2013); La Triennale, Paris (2012); Музей Стеделийк, Амстердам (2012); Дворец Токио, Париж (2012 год); Коллекция Пегги Гуггенхайм, Венеция (2011); Музей Виктории и Альберта, Лондон (2011); Музей современного искусства Чикаго (2010); Музей современного искусства, Лион, Франция (2009); Музей Stedelijk voor Actuele Kunst, Гент (2008); Serpentine Gallery, Лондон (2006); Музей меха Gegenwarts Kunst, Базель, Швейцария (2005); Новый музей, Нью-Йорк (2005); Семейная коллекция Рубелл, Майами (2004); Тейт, Ливерпуль, Великобритания (2002 год); Биеннале де Лион, Франция (2000 год); 47-я Венецианская биеннале (1997 год); Документа 9, Кассель, Германия (1992 год); 9-я биеннале в Сиднее (1992 год); Центр Жоржа Помпиду, Париж (1990 год); и Институт современного искусства, Бостон (1988).

## Инсталляции
Хаим Стейнбах в своих работах демонстрирует статус предмета, его функцию, через предмет художник передает свои идеи. В 1989 году художник поместил кровать для дневного отдыха, сделанную Мисом Ван Дер Роэ, в облицованную витрину, демонстрируя тем самым, что классическая современная мебель предназначена для того, чтобы на нее смотреть, а не садиться. Так,при создании инсталляций Стейнбах часто работает со значением предметов повседневного использования.
Некоторые инсталляции художника:

### «Ультра красный № 2» (Ultra red № 2), 1986
Инсталляция включает четыре лавовые лампы, девять эмалированных кастрюль и шесть цифровых часов, оформленных в одной цветовой гамме. Эта уникальная композиция является комментарием к современной бытовой культуре и выражает протест автора против фетишизации повседневных вещей, которые со временем становятся смыслом жизни людей.

### «Сигнал, гудок, свисток № 2» (Beep, Honk, Toot № 2), 1989
Одним из ярких примеров минималистических идей Хаима Стейнбаха является работа под названием «Сигнал, гудок, свисток № 2» (Beep, Honk, Toot № 2, 1989). Эта инсталляция представляет собой полку, на которой стоят три термоса и шесть чайников. Её название говорит о том, что дизайн создает иллюзию новых вещей, предлагая при этом несущественные отличия моделей. Сами же слова - Beep, Honk, Toot, - которые использовал автор, являются синонимами, означающими «автомобильный гудок». Но у второго и третьего слова есть еще самостоятельные смыслы («крик гусей» и «звук рога»), и именно утрату этих значений комментирует клонированное сходство вещей – одинаковых металлических чайников и термосов.

### «Север-запад-юг-восток» (North-West-South-East), 2000
Работа «Север-запад-юг-восток» (North-West-South-East) была представлена в Берлине. Зритель попадал в два длинных и высоких зала, в которых стояли металлические конструкции. На стеклянных полках, размещенных на разных уровнях, Хаим Стейнбах выставил подборки объектов, любезно предоставленных жителями различных берлинских районов. Открытая со всех четырех сторон железная структура прозрачно намекала на то, что весь Берлин – одна большая стройка, которая начала изменять общественное пространство.
Непривычным представлялось обращение родившегося в Израиле в семье немецких евреев художника к геополитической ситуации Берлина и использование видеозаписей интервью в частных квартирах с людьми, передающими Стейнбаху для выставки свои личные вещи: вазы, подсвечники, книги, початые бутылки спиртного, статуэтки, расписные яйца или иконы; с людьми, которые подробно отвечали на его вопросы о выборе предметов, их географическом и историческом происхождении, делились личными переживаниями, связанными с частицами своего быта. Взгляд художника направлен на открытие в предметах аспектов, выходящих за пределы их потребительского значения и стоимости. Смысл искусства для Хаима Стейнбаха состоит в сакрализации обыденного и повседневного: "Искусство начинается вовсе не за стенами музея, точно так же, как и для того, кто верит в Бога, помыслы о Всевышнем отнюдь не ограничиваются стенами храма".